# Revista Contemporánea
Revista Contemporánea fue una revista cultural publicada en la ciudad española de Madrid entre 1875 y 1907.

## Historia
Editada en Madrid, su primer número apareció el 15 de diciembre de 1875; se publicaría hasta 1907. Fue fundada por José del Perojo y en sus inicios sirvió como vehículo introductor de ideas neokantianas y positivistas en España. Sin embargo, tras dificultades económicas, la revista fue traspasada en 1879 a un nuevo propietario, José de Cárdenas Uriarte, que modificó la línea editorial notablemente. Fueron directores de la publicación, además de Del Perojo y Cárdenas, Rafael Álvarez Sereix y Francisco de Asís Pacheco.